# Gornji Tavankut
Gornji Tavankut (en serbe cyrillique : Горњи Таванкут ; en croate : Gornji Tavankut ; en hongrois : Felsőtavankút) est une localité de Serbie située dans la province autonome de Voïvodine et sur le territoire de la Ville de Subotica, district de Bačka septentrionale. Au recensement de 2011, elle comptait 1 078 habitants.
Officiellement classée parmi les villages de Serbie, la localité est composée de plusieurs zones (kraj) relativement distinctes, comme Skenderovo, Vuković kraj, Partizan et Rata.

## Démographie

### Évolution historique de la population
| 1948  | 1953  | 1961  | 1971  | 1981  | 1991  | 2002  | 2011  |
| ----- | ----- | ----- | ----- | ----- | ----- | ----- | ----- |
| 2 461 | 2 518 | 2 340 | 2 106 | 1 879 | 1 526 | 1 381 | 1 078 |

|  |